# Stuart (Iowa)
Stuart és una població dels Estats Units a l'estat d'Iowa. Segons el cens del 2000 tenia 1.712 habitants.

## Demografia
Segons el cens del 2000, Stuart tenia 1.712 habitants, 695 habitatges, i 460 famílies. La densitat de població era de 327,2 habitants/km².
Dels 695 habitatges en un 30,8% hi vivien nens de menys de 18 anys, en un 51,9% hi vivien parelles casades, en un 10,5% dones solteres, i en un 33,7% no eren unitats familiars. En el 29,6% dels habitatges hi vivien persones soles el 17% de les quals corresponia a persones de 65 anys o més que vivien soles. El nombre mitjà de persones vivint en cada habitatge era de 2,37 i el nombre mitjà de persones que vivien en cada família era de 2,92.
Per edats la població es repartia de la següent manera: un 24,3% tenia menys de 18 anys, un 7,5% entre 18 i 24, un 25,6% entre 25 i 44, un 20,9% de 45 a 60 i un 21,7% 65 anys o més.
L'edat mediana era de 40 anys. Per cada 100 dones de 18 o més anys hi havia 85,4 homes.
La renda mediana per habitatge era de 33.491 $ i la renda mediana per família de 41.600 $. Els homes tenien una renda mediana de 31.156 $ mentre que les dones 21.638 $. La renda per capita de la població era de 17.113 $. Entorn del 6,6% de les famílies i el 8,4% de la població estaven per davall del llindar de pobresa.

## Poblacions més properes
El següent diagrama mostra les poblacions més properes.